# Trucker Guide
Trucker Guide - мобильное приложение и веб-сайт, которые позволяют водителям грузовых автомобилей (водителям-дальнобойщикам) на территории США и Канады найти необходимые в дороге локации (заправки с актуальными ценами 

на топливо, зоны отдыха, весовые станции), а также связаться с бизнесом, который предоставляет необходимые в дороге услуги (ремонт грузовика или прицепа, замену стекол, шин и пр.). 
В работе с данным приложением и сайтом могут быть заинтересованы не только водители, но и диспетчеры транспортных компаний, владельцы бизнеса, который предоставляет услуги в данной сфере.
В марте 2024 г. приняли участие в Mid-America Trucking Show.

### Возможности приложения и веб-сайта
Для водителя:
- Получение актуальной информации о ценах на топливо;
- Получение сведений о загруженности парковки; о статусах весовой станции (открыта/закрыта на данный момент);
- Обширная база локаций с ограничениями по высоте (туннели, мосты)[5], что позволяет водителю строить безопасный маршрут;
- Возможность быстро и легко связаться с близлежащей ремонтной мастерской или получить услуги помощи в дороге (24/7);
- Возможность актуализировать информацию о локации, которая в дальнейшем может помочь другим водителям (с помощью функции "Suggest an edit"), а также добавлять новые локации (с помощью функции "Add new location")[6].

Для владельца бизнеса:
- Возможность отображения на веб-сайте и в приложении своего бизнеса, который могут найти водители грузовых автомобилей для получения услуги (таким образом владелец бизнеса имеет возможность получить дополнительных клиентов);
- Наличие технической поддержки; сопровождение на разных этапах - от момента регистрации до заполнения всей необходимой информации о бизнесе (виды услуг, внесение контактных данных, методов оплаты, языков и др.).
- Возможность просматривать аналитику по своему бизнесу[7] (клики на локацию, переходы на веб-сайт компании, количество звонков и др.).